# Stal damasceńska

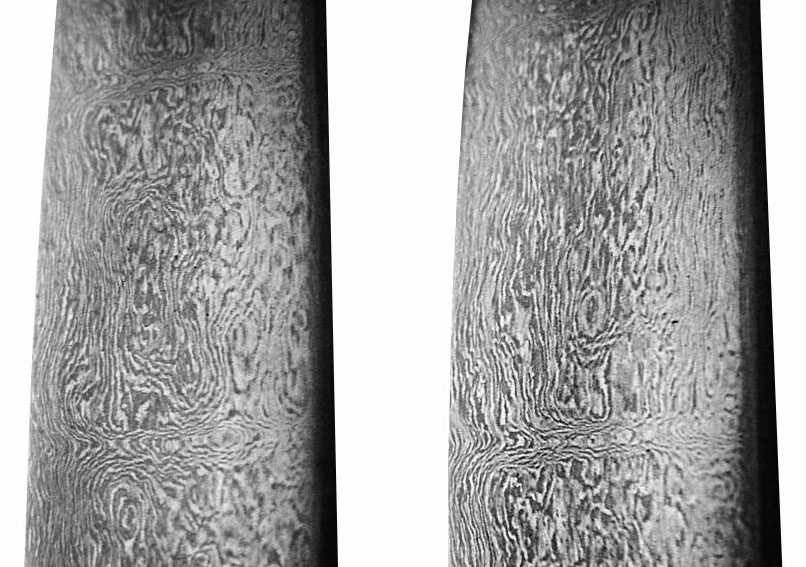
Charakterystyczna faktura stali damasceńskiej na głowni perskiej broni białej

Stal damasceńska (staropol. „demeszka”, pot. damast) – historyczny rodzaj stali o charakterystycznej wzorzystej fakturze, stosowanej do produkcji broni białej. Stal damasceńska wyróżniała się wyjątkowo dobrymi właściwościami mechanicznymi, przewyższającymi pozostałe rodzaje stali znanej w tym okresie. Metoda uzyskiwania tego surowca uległa zapomnieniu w XVII w. i nie zachowały się szczegółowe opisy tego procesu, choć współcześnie podejmowane są próby jego odtworzenia. Współcześnie stal damasceńska często mylona jest z dziwerem, przypominającym ją jedynie wizualnie.

## Charakterystyka
Badania próbek stali damasceńskiej wykazały, iż w jej strukturze występują regularne jasne domeny węgliku żelaza np. Fe3C zwane cementytem i ciemne obszary perlitu, tworzące sieć warstw i wstążek układających się równolegle do siebie. Węgliki mają znacznie większą twardość niż sama stal węglowa. Występowanie domen węgliku umożliwia takie odkucie i naostrzenie głowni, że na jej ostrzu znajduje się jednolita wstążka węgliku i równolegle do niej rozmieszczone są dalsze jego warstwy i wstążki, których gęstość występowania stopniowo maleje wraz z odległością od ostrza. Taka struktura powoduje, że ostrze jest bardzo twarde i nie szczerbi się, przy jednoczesnym zachowaniu giętkości całej głowni. Domeny węgliku tworzą na powierzchni głowni charakterystyczny wzór. W trakcie badań w 2006 roku w stali damasceńskiej odkryto nanorurki, co może tłumaczyć jej wysoką wytrzymałość i twardość.
Przez jakiś czas wierzono, że stal damasceńska była produkowana w podobny sposób jak dziwer, wykorzystywany w Europie i Japonii do produkcji wysokiej jakości mieczy. Proces ten polegał na skuwaniu na gorąco i zawijaniu kilkudziesięciu kolejnych warstw stali o narastającej stopniowo twardości, a następnie wkładaniu tak przygotowanej głowni do kwasu solnego i ostatecznym szlifowaniu ostrza. Proces ten istotnie prowadzi do otrzymania na powierzchni faktury dość podobnej do stali damasceńskiej, co długo wprowadzało badaczy w błąd. Współcześniejsze badania udowodniły, że stal damasceńska była wytapiana strefowo z warstw o bardzo wysokiej czystości powierzchni, dzięki czemu głownie wykonane z tej stali nie wykazują nieciągłości struktury, którymi charakteryzują się głownie dziwerowe.

## Historia
Nazwa pochodzi od Damaszku w Syrii, w którego okolicach istniały liczne warsztaty produkujące z tej stali miecze i szable o unikatowej w średniowieczu jakości. Białą broń ze stali damasceńskiej produkowano w latach ok. 900–1600 w krajach muzułmańskich, zwłaszcza na Bliskim Wschodzie. Powody zaniku jej produkcji w XVII wieku nie są do końca znane. Wiedza o stali damasceńskiej dotarła do Europy w czasie wypraw krzyżowych. Wśród rycerzy europejskich szybko rozpowszechniły się legendy o szablach z tej stali, którymi można było przecinać świece bez ich przewrócenia oraz szczerbić kamienie i miecze europejskie. Większość z tych legend była przejaskrawiona, niemniej jednak stal damasceńska istotnie przewyższała jakością swoje ówczesne odpowiedniki europejskie.
Proces produkcji stali damasceńskiej był objęty tajemnicą i nigdy nie został opanowany w Europie. Nie zachowały się żadne wiarygodne opisy tego procesu. Współczesne eksperymenty metalurgiczne, oparte na szczegółowych badaniach mikrostruktury tej stali, pozwoliły na opracowanie procesu technologicznego prowadzącego do uzyskania materiału o właściwościach bardzo zbliżonych do oryginalnej stali damasceńskiej.

### Powstanie i rozwój
W trakcie produkowania tradycyjnej stali węglowej, która – z technicznego punktu widzenia – jest stopem węgla i żelaza, można zmieniać jej właściwości mechaniczne przez zmianę udziału węgla. Ogólnie, gdy w stopie występuje około 2% węgla, otrzymana stal jest twarda, ale krucha, mało odporna na zginanie i trudna w obróbce. Stal zawierająca około 0,5% węgla jest łatwo kowalna, giętka i miękka. Stal do produkcji broni białej powinna być jednocześnie twarda (nie szczerbić się), giętka (aby nie pękać) i w miarę łatwo kowalna, aby można było jej nadać pożądany kształt.
Kowale z Indii, prawdopodobnie około 300 p.n.e., odkryli metodę produkcji stali wysokowęglowej, o bardzo wysokiej czystości, uzyskiwanej dzięki dodaniu do stopu pewnych gatunków szkła, siarki i fosforu. Metoda ta rozpowszechniła się w Azji, dochodząc do terenów współczesnego Turkmenistanu i Uzbekistanu około roku 900, oraz na Bliski Wschód około 1000. Technologia ta była dalej rozwijana na tych terenach przez eksperymenty z kombinacjami lokalnych rud żelaza i różnych gatunków szkła.
Dość długo sądzono, że damast nie był wytapiany na miejscu, lecz importowany z Indii. Wykopaliska na terenie Turkmenistanu dowiodły jednak, że stal ta była wytapiana na miejscu, gdyż znaleziono resztki pieców hutniczych, w których zachowały się pozostałości stali o strukturze stali damasceńskiej. Mimo że nie natrafiono na podobne wykopaliska w okolicach Damaszku, nie ma powodu sądzić, że metody wytopu tej stali nie były znane także i tam. Z drugiej strony, badania mikrozanieczyszczeń wykonane przez Alfreda Pendraya, wskazują, że ich skład jest identyczny z zanieczyszczeniami rud żelaza pochodzących z północnych Indii. Może to sugerować, że wytop był dokonywany na miejscu, ale ruda i szkło były importowane z Indii.

### Zanik technologii i próby jej odtworzenia
Z nieznanych powodów, metody produkcji stali damasceńskiej zostały zapomniane około roku 1600. Próbowano je odtwarzać w różnych miejscach, jednak bez pełnego powodzenia. W Rosji w pierwszej połowie XIX w. intensywne prace nad odtworzeniem metody produkcji stali damasceńskiej (zwanej tam bułat) prowadził Paweł Anosow. Jego stal, otrzymywana prawdopodobnie innymi metodami, ma szereg właściwości  zbliżonych do oryginału. W latach 80. XX i na początku XXI wieku, pojawiło się kilka doniesień o eksperymentach, które doprowadziły do otrzymania stali o niemal identycznych właściwościach i strukturze stali damastu. Verhoeven i współpracownicy opublikowali w 1998 roku opis metody, polegającej na 10–20 cyklach wygrzewania stali niskowęglowej do temperatury o 100 °C poniżej temperatury przemiany austenicznej Acm i chłodzenia jej do temperatury pokojowej, co prowadziło do spontanicznego powstania mikrostruktury przypominającej stal damasceńską. W 2018 r. opublikowali wyniki przeprowadzonych doświadczeń, z których wynikało, że wzór tworzy węglik żelaza, jego powstanie ma wpływ mają dodatki, głównie mikrosegregacja wanadu podczas cykli nagrzewania, kucia i chłodzenia. Podobną metodę opublikowali Wadsworth i Sherby w 1980 i później w 2000 roku.
Damast o niemal oryginalnych cechach jest otrzymywany współcześnie w procesie, który – zdaniem Alfreda Pendraya, Olega Sherby’ego i Jeffa Wadswartha – jest  dość zbliżony do oryginalnego, na co wskazuje jego prostota i własności produktów.